# Carl Fredrik Fallén
Carl Fredrik Fallén (22 september 1764 - 26 augustus 1830) was een Zweeds botanicus en entomoloog.
Fallén doceerde aan de universiteit van Lund. Hij schreef Diptera Sueciae (1814-1827). Fallén heeft zeer vele soorten Diptera (tweevleugeligen) en Hymenoptera (wespen) voor het eerst wetenschappelijk beschreven.
In 1810 werd hij tot lid verkozen van de Koninklijke Zweedse Academie van Wetenschappen.

## Publicaties
- Specim. entomolog. novam Diptera disponendi methodum exhibens. Berlingianus, Lundae [= Lund]. 26 p. (1810)
- Försök att bestämma de i Sverige funne flugarter, som kunna föras till slägtet Tachina. K. Sven. Vetenskapsakad. Handl. (2) 31: 253-87. (1810)
- Specimen Novam Hymenoptera Disponendi Methodum Exhibens. Dissertation. Berling, Lund. pp. 1-41. 1 pl.(1813).
- Beskrifning öfver några i Sverige funna vattenflugor (Hydromyzides). K. Sven. Vetenskapsakad. Handl. (3) 1813: 240-57. (1813)
- Beskrifning öfver några Rot-fluge Arter, hörande till slägterna Thereva och Ocyptera. K. Sven. Vetenskapsakad. Handl. (3) 1815: 229-40. (1815)
- Syrphici Sveciae [part]. Berling, Lundae [= Lund]. P. 23-62 (1817)
- Scenopinii et Conopsariae Sveciae. Berling, Lundae [= Lund]. 14 p. (1817)
- Beskrifning öfver de i Sverige funna flugearter, som kunna föras till slägtet Musca. Första Afdelningen. K. Sven. Vetenskapsakad. Handl. (3) 1816: 226-54.(1817)
- Heteromyzides Sveciae. Berling, Lundae [= Lund]. 10 p. (1820)
- Opomyzides Sveciae. Berling, Lundae [= Lund]. 12 p. (1820)
- Ortalides Sveciae. Part. III: a et ultima. Berling, Lundae [= Lund]. P. 25-34. (1820)
- Sciomyzides Sveciae. Berling, Lundae [= Lund]. 16 p. (1820)
- Monographia Muscidum Sveciae. Part. V. Berling, Lundae [= Lund]. P. 49-56. (1823)
- Agromyzides Sveciae. Berling, Lundae [= Lund]. 10 p. (1823)
- Hydromyzides Sveciae. Berling, Lundae [=Lund]. 12 p. (1823)
- Geomyzides Sveciae. Berling, Lundae [= Lund]. 8 p. (1823)
- Monographia Dolichopodum Sveciae. Berling, Lundae [= Lund]. 24 p. (1823)
- Phytomyzides et Ochtidiae Sveciae. Berling, Lundae [= Lund]. 10 p. (1823)
- Monographia Muscidum Sveciae. Part IX & ultima. Berling, Lundae [= Lund]. P. 81-94. (18 June) (1825)

- Gemeinsame Normdatei: 100346413
- International Standard Name Identifier: 0000 0000 6315 4358
- Library of Congress Control Number: n88656075
- Nederlandse Thesaurus van Auteursnamen: 302382097
- Istituto Centrale per il Catalogo Unico: RMSV027255
- LIBRIS: 320688
- Système universitaire de documentation: 079497519
- Trove: 1009909
- Virtual International Authority File: 66810725
- WorldCat: E39PBJfMgfgVFKwthHMpvwgdwC